# 網絡漫畫

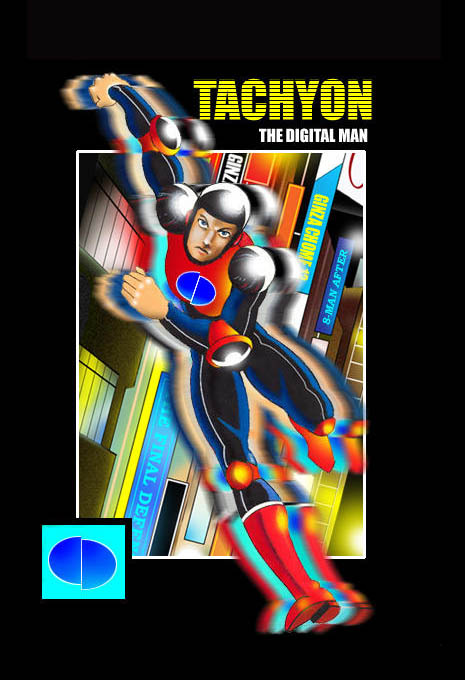

網絡漫畫（又稱線上漫畫）是於網站發佈的漫畫，當中包括網上獨家公開，以及同時透過雜誌、報紙或漫畫書發佈的作品。
因著互聯網特性，網絡漫畫原則上比正統出版及連載存在更大的自由度，是任何人都可以發佈的媒體。每一部作品的讀者對象可以存在極大差距．大部分對象都會局限在作者親近的家人和朋友；只有極少數可以推廣至普羅大眾，以至拓展到全球地區，達至理想的名利兼收。

## 形式

### 風格

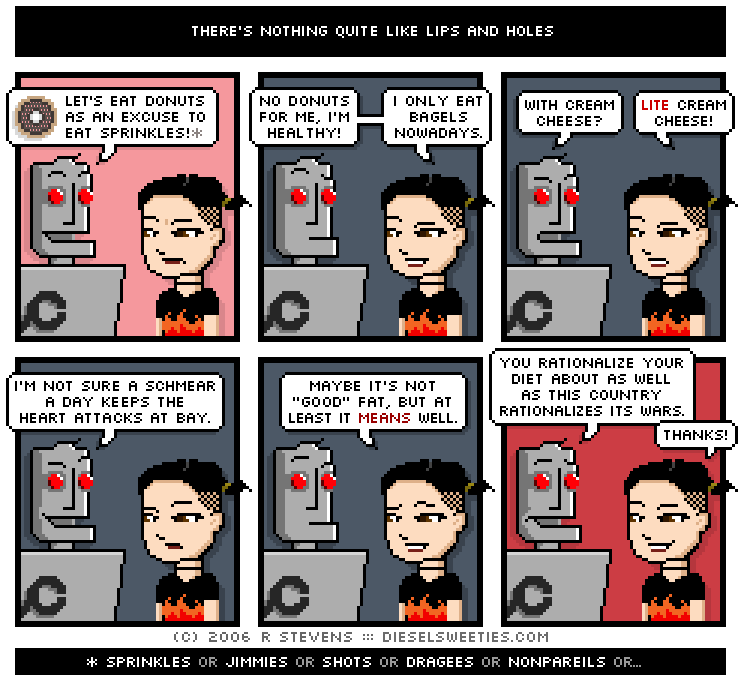
富限制漫畫的網絡漫畫《Diesel Sweeties》

除了延續傳統的報紙連環漫畫及視覺文學，不少作者都會積極嘗試，在網絡發佈表達方式前衛及實驗題材的作品。獨特的風格一般是建基於網絡與印刷性質的不同，讓漫畫家或故事劇本利用各種軟件，達成紙張上無法展示的效果。當中不少網絡漫畫單純以美工圖案組成，亦有部分會在相片基礎上加入少量美術原素，又稱Fumetti。像素畫亦是一款受歡迎的網絡漫畫風格。儘管解像度一般較低，但亦有作者是刻意以此營造時代懷舊的特色。另外亦有漫畫家追求效率，確保不下數天就可以推出新作，便高度運用限制漫畫的特色，讓每集漫畫用上早已建構好的電腦檔案模板，只在單一版面設計上更改字眼。

### 內容
獨立發佈之網絡漫畫，理應沒有出版編輯的限制，享受不亞於地下漫畫的藝術自由，於沒有互聯網審查制度的國家中挑戰讀者口味的邊緣。但這不代表網絡漫畫不會為社會或作者本身帶來問題。題材的風險仍可帶來法律訴訟、道德爭議和宗教上的不認同，並因互聯網平台而更容易放大一切。

### 格式
一名早期發佈網絡漫畫的作者斯科特•麥克勞德曾提出無限帆布的概念，即是有別於一般紙張大小，而讓藝術家隨意定奪該作品的一頁長闊，在數集故事之間製造另一層次的視覺對比效果。而於2000年代，許多網絡漫畫製作者已經輕易放入動畫互動的原素，由最初按動一格會讓其特別高亮的簡單效果，去到讓一格完全用動畫構成，可見互動原素跟電子軟件的發展息息相關。
不過就著大眾口味和傳統商業出版的模式，大部份的漫畫作品始終偏向傳統的報紙連環漫畫，從而方便作者合輯為印刷而成的漫畫書。相對地，使用較新形式發佈的漫畫，作者會發現很難找到一個將之合輯，拓展至傳統較活躍的買賣平台，缺乏經驗者屆時便會遇上創作和生計路上的多重難題。

## 早期及各地作品
世界第一份網絡漫畫是互聯網仍為大學互通時代的產物，名為《Witches and Stitches》，是美國作者埃里克·米利金於1985年在CompuServe發佈，以標奇立異的畫風，對《綠野仙蹤》部分情節進行戲仿。緊接著有喬·艾卡迪斯於1986年在同一平台和Quantum Link發佈的獸迷漫畫《T.H.E. Fox》。雖然是以小畫家軟件弄出比較拙劣的像素畫，但亦成功以每日新聞的題材吸引注意。兩部作品的題材獨特性，曾經大大影響早期網絡漫畫所集中的主題類別。
較多作品伴隨1990年代中下旬，於互聯網開放時接連出現，而「網絡漫畫」這個統稱亦大致在1995年4月出現。第一部在互聯網正名開通時出現的漫畫，是漢斯·比佐丹以學習生活為主題的《Where the Buffalo Roam》，於1991年透過Ftp协议和Usenet發佈。而第一部非英語和美國地區以外的網絡漫畫，於紀錄中被確定為1994年，從小型出版社轉移過來的荷蘭語漫畫《Rogues of Clwyd-Rhan》，作者為Reinder Dijkhuis。該漫畫亦是當今最長壽的網絡漫畫之一，但同時跟不少同期出沒的原祖作品一樣，於步入2010年代前後出現完結潮。只有部分作品直到現時仍堅持連載，包括美國作者比爾·霍爾布魯克於1995年開始連載的獸迷漫畫《Kevin and Kell》。
日本漫畫中，早期較為有名的網絡作品，則是漫畫家繪製的2003年開始發佈的。其他曾經成就商業成功的作品還包括曾捲入國際爭議的《漫畫嫌韓流》、跟動畫化計劃擦身而過的《我的801女友》、與及引領作者高津Karino得到廣泛注意，並達成兩部作品動畫化的《WORKING!!》早期版本。

## 聚合點和商業營運
1995年3月，貝貝·威廉姆斯開設了首個網絡漫畫入門網站，「Art Comics Daily」。形式是數名相識的作者，在同一平台定期連載各自的作品，為後期不少同樣志在集結實力的網絡漫畫家和商家所仿傚。
1997年，講談社設立首個揭載日本漫畫的網站e-manga，收錄大量初次發佈的原創作品。2000年，亦有一間仿照日本漫畫風格的美國漫畫公司eigoMANGA，設立了引起漫畫業廣泛注意的入門網站。比起這些積極發展的例子，美國傳統大型漫畫公司如漫威漫畫和DC漫畫等，在2007年前後才真正起步拓展數碼化領域，結果因著商業策略未能配合網絡生態，出現了不少網絡部門黯然倒閉的事例。
現今社交網絡服務及共享創意概念的興起，使單一團隊營運的入門網站相繼式微，改為直接在專頁上發佈。另外，世界各地亦有不少為了第一時間檢閱外國作品而特設的討論區和入門網站，扶持志願翻譯團體的冒起，於華語地區稱之為「漢化組」。
不少成功的網絡漫畫家會以出售版權去供養他們的生活，渠道包括宣傳品應用角色形象、原創商品、輯印成書、訂閱費，甚至是讀者捐獻或自訂付費去支持特定團隊的營運。故然，普遍小規模發佈的作者都是以志願為先，令整個網絡漫畫的空間其實充斥較多跟商業扯不上關係的作品。同時，關於網絡漫畫是否會取代傳統商業模式，或是與傳統模式相輔相成，目前仍存在較大爭議。

## 獎項
自2000年代開始，不少傳統漫畫組織和評審委員會，開始加入網絡漫畫為獎項類別，最早的一個是2000年的於英國舉辦的飛鷹獎，名銜為「我最喜愛的網絡發佈漫畫」。2001年至2008年，美國本土更曾出現網絡漫畫家選擇大獎，由行內人自行提名和互選大會成員和得獎作品，可惜因為經營和組織不善而無法延續。目前仍有進行而又比較有名的純網絡漫畫獎項，只有針對比荷盧聯盟地區作品，於哈勒姆漫畫節舉行的Clickburg Webcomic Awards。
2006年，美籍華人漫畫家楊謹倫憑藉於入門網站Modern Tales率先公開的《美生中國人》，成為首部被提名競逐美國國家圖書獎的網絡漫畫。